# Daylam

Mapa que muestra a Daylam al occidente de Tabaristán.

Daylam (en persa: دیلام‎, daylām), también conocida en su forma plural como Daylaman (دیلمان) (y variantes como Dailam, Deylam o Deilam es un término en la geografía árabe que designa las regiones al sur y oeste del mar Caspio: Mazandarán y la montañosa Guilán (Irán), aunque también, a veces, se extiende más al este: Jurjan (Gorgán) y Qumis. Fue denominada así por sus habitantes, conocidos como los dailamitas.
El propio Mahoma nombra a la región: 'Incluso si solo quedara un día en esta vida terrenal, Alá lo alargará hasta que un miembro de mi familia sea dueño de la montaña de Daylam. (Hadiz registrado por Ibn Majah y El-Bojari).
Los dailamitas son de origen ario (más precisamente escitas) que poblaron Daylam cuando vinieron del norte del Caspio en el siglo V. Generalmente rubios, eran llamados los 'pelirrojos de Ray' en la literatura árabe, su ciudad principal, que fue totalmente destruida en el siglo XIII. Se opusieron a la invasión musulmana de los sarracenos en 642, estando después fuertemente imbuidos de libre pensamiento. La dinastía búyida se originó en Daylam (945-1055).
Los zazas que viven en el este de Turquía tienen su origen en Daylem y su idioma es el más cercano a los idiomas hablados en Daylam.
La Iglesia del Oriente estableció una diócesis metropolitana para Daylam y Guilán alrededor de 790 bajo Shubhalishoʿ.